# Bernard Blanc
Pour les articles homonymes, voir Blanc.
Bernard Blanc, né Bernard Louis Blanc le 28 avril 1954 à Vesoul (Haute-Saône), est un ancien dirigeant d'entreprise publique de l'aménagement et de l'habitat qui a développé et mis en œuvre une méthode de co-conception de la ville, chaînant l'ensemble des acteurs, dans le cadre d'une démarche de responsabilité sociétale.

## Formation et parcours
Titulaire d'un doctorat en Sciences de Gestion et d'un Master 2 d'Urbanisme Bernard Blanc a œuvré pendant vingt-sept ans dans le secteur de l'aménagement et de l'habitat.
Il est engagé depuis les années 2000 dans les approches de Responsabilité Sociétale des Entreprises appliquée à ce secteur, sujet d'ouvrages théoriques et méthodologiques.
Le 16 juin 2014, Bernard Blanc a reçu la médaille de l'urbanisme décernée par l'Académie d'architecture de Paris. Il est reçu membre associé de cette académie le 14 novembre 2019.
Il est également intervenant invité dans des écoles d'architecture telles que celles de Nantes, Lyon, à l'Essec, Paris, sur le "Master spécialisé management urbain et immobilier".

## Positionnement
Tant dans ses travaux théoriques que dans sa pratique, Bernard Blanc s'attache à développer un urbanisme du paysage replaçant les habitants et le vivant au cœur de tout projet, selon les principes de l'écologie urbaine, afin d'engager les transitions à opérer dans les territoires et les organisations.
En tant qu'adjoint à l'urbanisme résilient de la ville de Bordeaux, il est à l'initiative du référentiel "Bâtiment Frugal Bordelais", avec le concours du bureau d'étude TRIBU,.
Il défend une approche collaborative de l'habitat et de l'aménagement urbain.

## Réalisations
Deux exemples représentatifs de cette démarche : le GHI et Locus Solus au Grand-Parc à Bordeaux.

### Le GHI au Grand-Parc à Bordeaux
Au fil du temps, ce grand quartier d'habitat social des années 1950 avait perdu ses espaces verts et beaucoup de sa qualité d'origine et plutôt que démolir le choix a été fait par le maître d'ouvrage, à la suite de la consultation des habitants, de réhabiliter en faisant appel aux architectes Lacaton & Vassal, associés à Frédéric Druot et à Christophe Hutin, qui ont développé une méthode d'extension par les façades en les équipant de vastes jardins d'hiver. (Tour bois-le-Prêtre à Paris, Plein-Ciel à Saint-Nazaire). "Quand Bernard Blanc a quitté Saint-Nazaire, nous avions déjà établi des relations de confiance et une expérience commune [...]. Nous nous accordons sur la conviction que la démolition est une erreur et qu'à l'inverse la transformation est toujours préférable [...] (Anne Lacaton&Jean-Philippe Vassal).

### Le Locus Solus
Situé sur la frange ouest du Grand-Parc, le Locus Solus est, selon les architectes mêmes, un projet de maîtrise d’ouvrage. À partir d'un parking aérien existant, les architectes Éo toutes architectures ont développé, au-dessus, un immeuble sur parvis portant une ferme urbaine. Les appartements, tous traversants, dotés de jardins d’hiver, ont été conçus avec les habitants.

## Publications
- Bernard Blanc, La responsabilité sociétale des entreprises : enquête de gestion, La Tour d'Aigues, Éd. de l'Aube, coll. « Bibliothèque des territoires », 2014, 269 p. (ISBN 978-2-8159-1032-3, BNF 43805156).
- Bernard Blanc (dir.), Ensemble à l'ouvrage : quand coopérer fait habiter, Plaissan, Museo éditions, 2017, 244 p. (ISBN 978-2-37375-053-9, BNF 45614797), p. 10-21.
- Bernard Blanc, Habiter les lieux, de la RSE à la transition : voyage d'un organisme du logement social, Plaissan, Museo éditions, coll. « Transition écologique », 2017, 207 p. (ISBN 978-2-37375-052-2, BNF 45614800).
- Bernard Blanc, GHI Bordeaux. Révolution au Grand-Parc : À quoi rêvent les tours et les barres ?, Bordeaux, Le Festin, juin 2016, 128 p. (ISBN 978-2-36062-144-6), p. 9-17.
- Bernard Blanc, « De l'habitation à l'habitat : des usages à faire usage », dans Intégrer les usages dans un projet architectural, Antony, Ed. Le Moniteur, octobre 2021, 287 p. (ISBN 978-2-281-14507-6), p. 263-273.
- Entretien avec Bernard Blanc, adjoint à l'urbanisme de la ville de Bordeaux, dans Pierre Lefèvre : le tour de France des acteurs de l'habitat participatif, Rennes, Editions Apogée, août 2021, 284 p.  (ISBN 978-2-84398-707-6), p. 152-160.